# 경상북도상주교육지원청
경상북도상주교육지원청(慶尙北道尙州敎育支援廳, Sangju Office of Education)은 경상북도 상주시를 관할하는 경상북도교육청 산하 교육지원청이다.
교육장은 장학관으로 보한다.

## 산하 기관

### 초등학교
| - 공검초등학교 - 낙동동부초등학교 - 낙동초등학교 - 용포분교 - 낙서초등학교 - 모동초등학교 - 모서초등학교 - 백원초등학교 - 사벌초등학교 - 상산초등학교 - 상영초등학교 | - 상주남부초등학교 - 상주동부초등학교 - 상주중앙초등학교 - 상주초등학교 - 성동초등학교 - 옥산초등학교 - 외남초등학교 - 외서초등학교 - 은척초등학교 - 무릉분교 - 이안초등학교 | - 중동초등학교 - 중모초등학교 - 청리초등학교 - 함창중앙초등학교 - 함창초등학교 - 화동초등학교 - 화령초등학교 - 송계분교 - 화북초등학교 - 용화분교 - 입석분교 |

### 중학교
| - 공검중학교 - 낙동중학교 - 낙운중학교 - 남산중학교 - 내서중학교 | - 모서중학교 - 상주여자중학교 - 상주중학교 - 상지여자중학교 - 성신여자중학교 | - 용운중학교 - 은척중학교 - 중모중학교 - 청리중학교 - 함창중학교 | - 화동중학교 - 화령중학교 - 화북중학교 |